# Glenea quadrinotata
Glenea quadrinotata là một loài bọ cánh cứng trong họ Cerambycidae.